# Polymera bruchi
Polymera bruchi är en tvåvingeart som beskrevs av Alexander 1926. Polymera bruchi ingår i släktet Polymera och familjen småharkrankar. Inga underarter finns listade i Catalogue of Life.